# Hostovice (Slovacchia)
Hostovice (in ungherese Vendégi) è un comune della Slovacchia facente parte del distretto di Snina, nella regione di Prešov.